# 能代の花火
港まつり 能代の花火（みなとまつり のしろのはなび）とは秋田県能代市で開催される花火イベントである。毎年7月下旬土曜日に米代川河口で開催され、能代港下浜埠頭に特設会場が設けられる。
能代大火復興記念行事として1958年、「能代の花火」として始まった。1979年まで毎年全国花火競技会を開催していたものの、会場確保難等の事情により大会の中止を余儀なくされた。その後、1990年、2002年と単発での花火打上はあったものの、大会の継続開催には至らなかった。「能代の花火」がこのまま忘れ去られぬようにという復活を希望する声が寄せられたこと、花火大会を能代を代表するイベントにしようという機運が高まったことで、24年のブランクを経て、2003年に再び同じ場所で「能代港まつり花火大会」として復活を遂げた。2012年に10周年を迎え、名称を「港まつり 能代の花火」とした。

## 概要
世界遺産「白神山地」を望む観覧会場で行われ、東北では唯一の三尺玉を打ち上げる花火イベントである。
横に広い打上会場の特性を活かした1,000ｍの超ワイドスターマインや、海に面した観覧会場であるため、上記のとおり東北で唯一、三尺玉を打ち上げることができる。また株式会社北日本花火興業、株式会社小松煙火工業、株式会社和火屋、大久保煙火工業の総勢4社（2017年度時点）が腕を競い合う競演幻想花火も目玉プログラムのひとつである。
個人やグループがスポンサーとなり、5号玉一発やスターマインを打ち上げることができるメッセージ花火というプログラムでは、サプライズのバースデーメッセージやプロポーズのメッセージとともに花火が打ち上げられる。詳細や申込は公式ホームページを参照。
また花火終了後は毎年フォトコンテストを開催している。入選作品は公式SNSへ写真を掲載するほか、翌年の花火のPR等にも活用される。

## 観覧席
能代の花火は全席有料の指定席となっている。
購入は4月上旬からインターネット先行予約販売がはじまり、6月中旬に対面での前売券販売と電話での予約販売の受付がはじまる。
座席の指定購入が可能なのは対面販売である前売券販売のみとなっており、インターネット・電話での予約販売は席の指定が不可である。
前売券の販売状況により、当日券の販売も行う。
なお、申込受付や販売の時期は年毎に変更となる場合があるため、詳細はホームページを参照。

## アクセス
JR東日本五能線能代駅下車。徒歩約30分。
市内各所に有料・無料駐車場があり、そこから会場までは徒歩・シャトルバスを利用する。

## 歴史
- 1958年 - 能代大火復興記念行事として能代の花火が始まる。
- 1980年 - 能代の花火の中止が決定される。

打上会場の中島5000万トン岸壁埠頭が輸入外材で埋まり、「安全上無理」と判断した能代商工会議所が中止を決定。1年の内に安全な会場が確保できれば再開するとの条件付きだったが、会場確保がままならず、第22回大会（1979年）を最後に中止となった。
- 2003年 - 能代港まつり花火大会が始まる。
- 2008年 - 東北では平成初の三尺玉が打ち上げられる。三尺玉打上を記念して、マスコット「さんじゃくん」を作成。
- 2012年 - イベント内容が花火競技大会ではないとの認識から、10周年を機に「港まつり 能代の花火」と名称を変更。